# Hooker (bateau)
Pour les articles homonymes, voir Hooker.

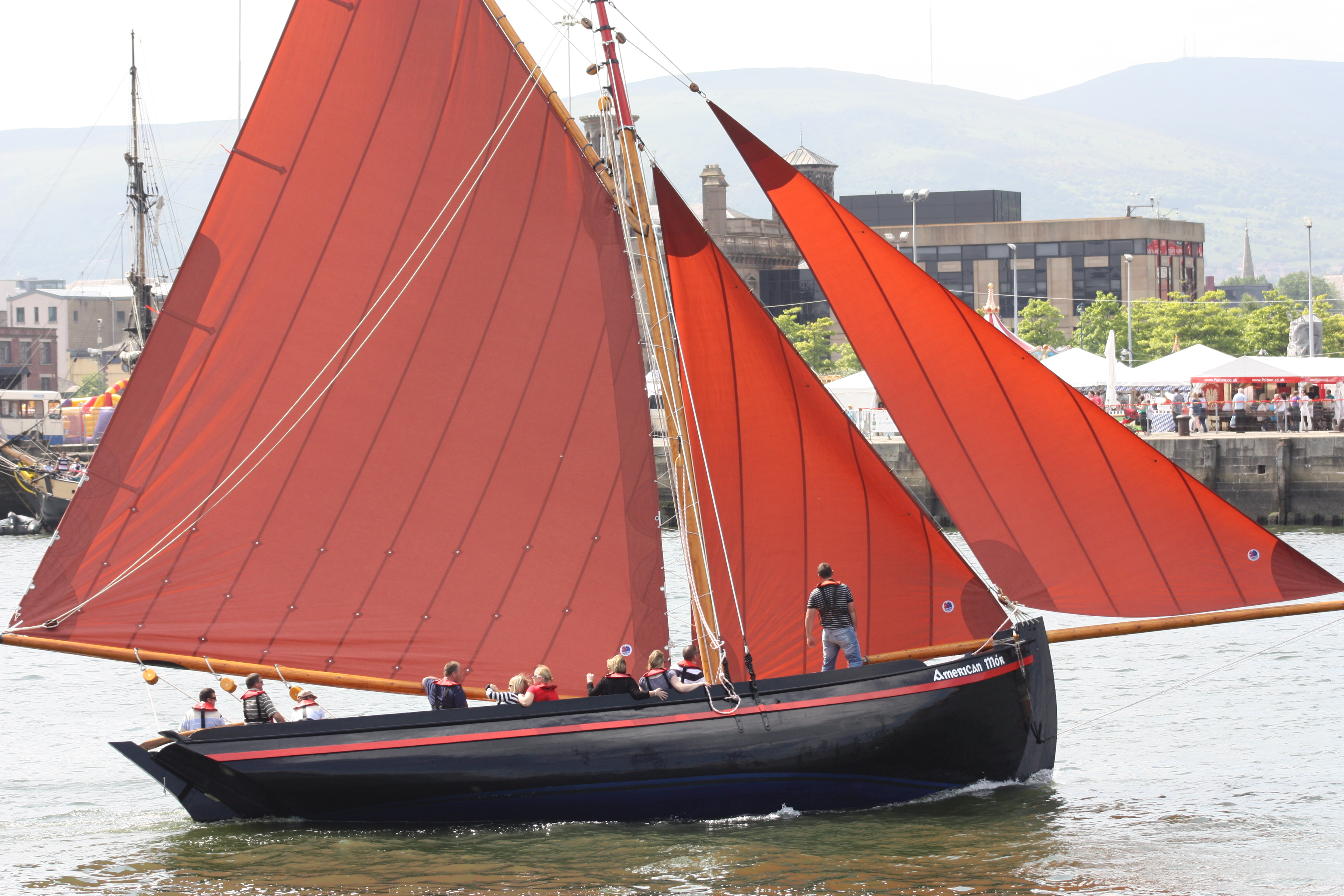
Un hooker à Belfast en 2010.

Un hooker (irlandais : húicéir), Galway hooker ou Connemara hooker est aussi appelé hoeker, howker ou hourque irlandaise. C'est un type de bateau de transport et de bateau de pêche traditionnel très utilisé au XIXe siècle dans la baie de Galway au large de la côte ouest de l'Irlande puis introduit dans la région de Boston aux États-Unis par les migrants irlandais sous le nom de  Boston hooker, Irish cutter ou Paddy boats.
Le hooker a été conçu pour les mers agitées d'Irlande. Il se caractérise par un gréement en cotre un mât portant une grand-voile à corne avec une longue bôme et deux focs : un foc amuré sur un beaupré et une trinquette, une proue arrondie et verticale, un frégatage marqué, un tableau arrière incliné, une coque noire et des voiles brun rouge foncé, dans sa forme traditionnelle.
Il existe quatre grand types en fonction de leur taille et leur gréement : Le bád mór (10 à 13 m), le leathbhád (8 à 10 mètres), le Gleoiteog (7 à 9 m) et le Púcán (6 à 7 m), ce dernier possède une grand-voile au tiers et un seul foc.
Récemment, il y a eu un regain d'intérêt pour ce type de bateaux, si bien que leur construction a repris pour la plaisance et une course annuelle est organisée.

## Historique

### Origine
Les origines du hooker ne sont pas claires, Richard Scott suggère un lien avec les Pays-Bas ou avec la Norvège. James Hardiman dans son History of Galway, publié en 1820, note une augmentation de la taille des bateaux utilisés par les pêcheurs de Claddagh à partir d'environ 1790, confirmé par le rapport d'enquête sur les pêcheries en mer de 1836 indique également que la taille des bateaux correspondant à l’émergence des hookers.

### Construction
Galway était le principal centre de construction navale au début du XIXe siècle sur la côte Ouest irlandaise. Le rapport d'enquête sur les pêcheries de 1836 indique qu'en 1835, 20 nouvelles unités ont été construites à Claddagh avec des charpentiers qui gagnaient trois shillings (0,15 £) plus trois verres de whisky par jour. Chaque hooker coûte 70 £ de l'époque et un pont avant coûte 10 £ supplémentaires. Les pêcheurs eux-mêmes ont fabriqué et ajusté les voiles et le gréement. Les planchers de l'église et du palais de justice dominicains locaux ont été utilisés pour couper les voiles.
Le rapport de 1836 note également que les pêcheurs du Connemara obtenaient généralement leurs bateaux d'occasion des pêcheurs de Claddagh. Plus tard, dans les années 1800, de nombreux autres constructeurs de bateaux ont travaillé à divers endroits sur la côte du Connemara, construisant et réparant des bateaux, travaillant souvent loin de chez eux selon les exigences du propriétaire.

### Naufrages
Bien qu'il s'agisse d'un bateau bien adapté aux eaux peu profondes de la baie de Galway et aux les mers agités d'Irlande, le hooker reste exposé au naufrage lorsqu'il ne possède pas de franc-bord élevé. Ainsi 82 naufrages sont enregistrés dans le Shipwreck Inventory of Wrecks for Galway Bay. Ces épaves datent de 1750 à 1938, parmi elles, 59 datent du XIXe siècle. Aucun enregistrement n'est reporté pour la période antérieure au XVIIIe siècle, dont la datation peut s'effectuer par le mode de transport du  fret tout au long de cette ppériode qui était généralement conservé dans des fûts en bois vernis à l'huile de poisson pour l'imperméabilisation.

### Flotte et usage pour la pêche
Le rapport d'enquête sur les pêches de 1836, donnent un aperçu de la nature, de l'étendue et de l'importance de la flotte de pêche et du niveau d'activité de la pêche de cette époque dans la région. Il y avait 105 voiliers non pontés, employant 500 hommes, et 80 bateaux à rames, employant 320 hommes, basés dans le Claddagh. Au Connemara, couvrant une zone allant de Killary à Spiddal, il n'y avait qu'un seul bateau entièrement ponté, 111 semi-pontés, 316 voiliers ouverts et 1236 bateaux à rames.

### Travail du pêcheur
Lorsqu'ils sont à terre, les pêcheurs sont principalement employés pour s'occuper et réparer leurs bateaux, voiles, gréements, cordages, etc. Et pour fabriquer, sécher ou réparer leurs filets et spillets, dans lesquels ces derniers sont généralement aidés par les femmes, qui filent le chanvre et le fil pour les filets. Pendant des jours avant que les bateaux ne mettent les voiles, des centaines de femmes et d'enfants sont allés creuser des ténébrions sur le toron ou ont ramassé des moules dans les rochers pour les utiliser comme appâts. Une grande quantité et une grande variété de poissons sont pêchés dans la baie. Les poissons péchés sont le harengs en grande quantité, des turbots, sole, plie, morue, aiglefin, merlu, merlan, lingue, rouget, goberge noir et blanc, maquereau, brème, anguille, gurnet et plusieurs autres variétés, avec une abondance de homards, crabes, écrevisses, huîtres, crevettes, coques, moules.

### Epuisement des zones de pêche et évolution de l'activité dans le transport de marchandises
Cependant, avec l'arrivée des plus gros chalutiers dans la baie, les stocks de poissons ont été sérieusement épuisés et à la fin du XIXe siècle, seulement un quart du nombre initial de pêcheurs de Claddagh opéraient encore dans la baie. Beaucoup de marins ont dû émigrer pour travailler, certains choisissant de suivre leur héritage maritime dans la marine britannique. En conséquence, la construction de nouveaux bateaux a diminué et bon nombre des bateaux existants sont tombés en ruine. Certains pêcheurs ont commencé à utiliser leurs bateaux pour transporter des algues ou de la tourbe pour gagner leur vie. Ce déclin s'est poursuivi au XXe siècle.

## Caractéristiques générales
Le hooker a été conçu pour les mers agités d'Irlande. Construit traditionnellement en mélèze, chêne et hêtre. Il se caractérise par :  
- un gréement en cotre : un mât portant une grand-voile à corne avec une longue bôme et deux focs : un foc amurés sur un beaupré et une trinquette[3].
- une proue arrondie[3] et verticale,
- un frégatage marqué (coque ovoïde renflée au centre), avec un rapport longueur/largeur de 3[3],
- un tableau arrière incliné,
- parfois ponté sur la moitié avant du bateau pour former un abri et une cuisine pour deux marins[3],[2] ; La cuisine était constitué d'un foyer à tourbe en pierre[2],
- coque noire (généralement goudronnés d'un mélange de créosote et de charbon[2],
- voiles sont brun rouge foncé, dans sa forme traditionnelle,
- ballast central[2].

## Typologie et usages

### Typologie de transport et pêche en irlande

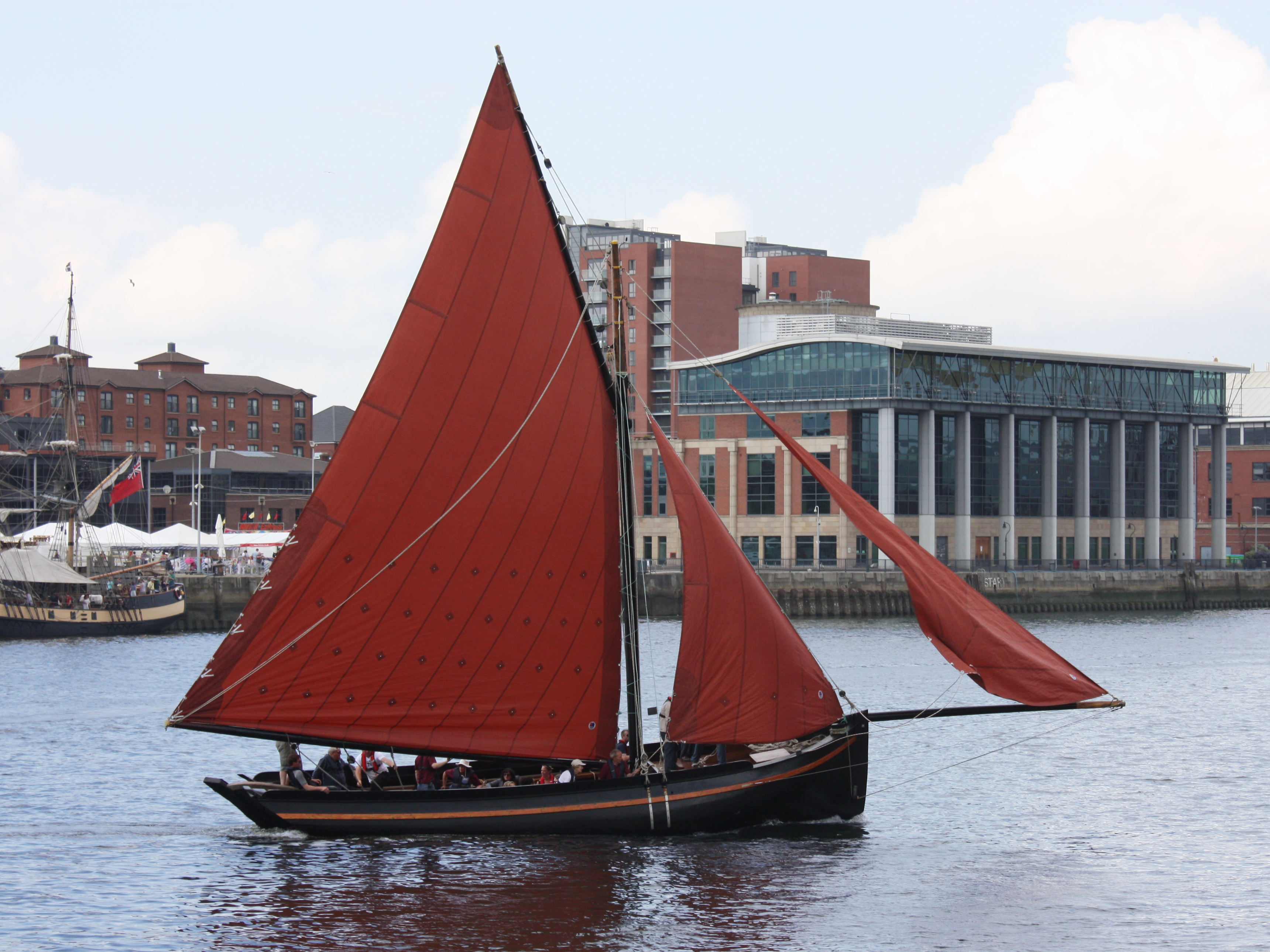
Un hooker sous voile au Belfast Titanic Maritime Festival, à Belfast, en juin 2010.

Il existe 4 types de bateaux nommés en irlandais :
- Le bád mór (grand bateau) mesure de 10,5 à 13,5 mètres (35 à 44 pieds)[3],[2].
- Le plus petit leathbhád (demi-bateau) mesure environ 8,5 m à 10 mètres (28 à 32 pieds) de long[2]. Le bád mór et le leathbhád étaient utilisés pour transporter du de la tourbe utilisée comme carburant dans la baie de Galway, du Connemara et du comté de Mayo aux îles d'Aran et au Burren. Les bateaux transportaient également du bétail et apportaient du calcaire lors des voyages de retour, pour neutraliser les sols acides du Connemara et de Mayo.
- Le gleoiteog a une longueur de 7 à 9 mètres (24 à 28 pieds)[3],[2] et a les mêmes voiles et gréements que les plus gros bateaux. Ils étaient utilisés pour la pêche et le transport de marchandises[2].
- Un autre type de bateau, le púcán (6 à 7,5 m environ)[3] est de taille comparable au gleoiteog mais possède une grand-voile au tiers et un seul foc[2]. Ce type de bateau est entièrement ouverts[1].

### Typologie nord-américain pour la pêche
Il y avait également une classe équipée d'un plancher situé au-dessus du ballast, utilisé pour la pêche. Lorsque les colons irlandais de Boston, en Amérique du Nord, eurent besoin d'embarcations de pêche, ils construisirent des hookers qu'ils connaissaient d'Irlande. Ces bateaux sont devenus connus sous le nom de Boston hooker ou Irish cutter (dans les rapports officiels) ou Paddy boats.

## Retour du voilier

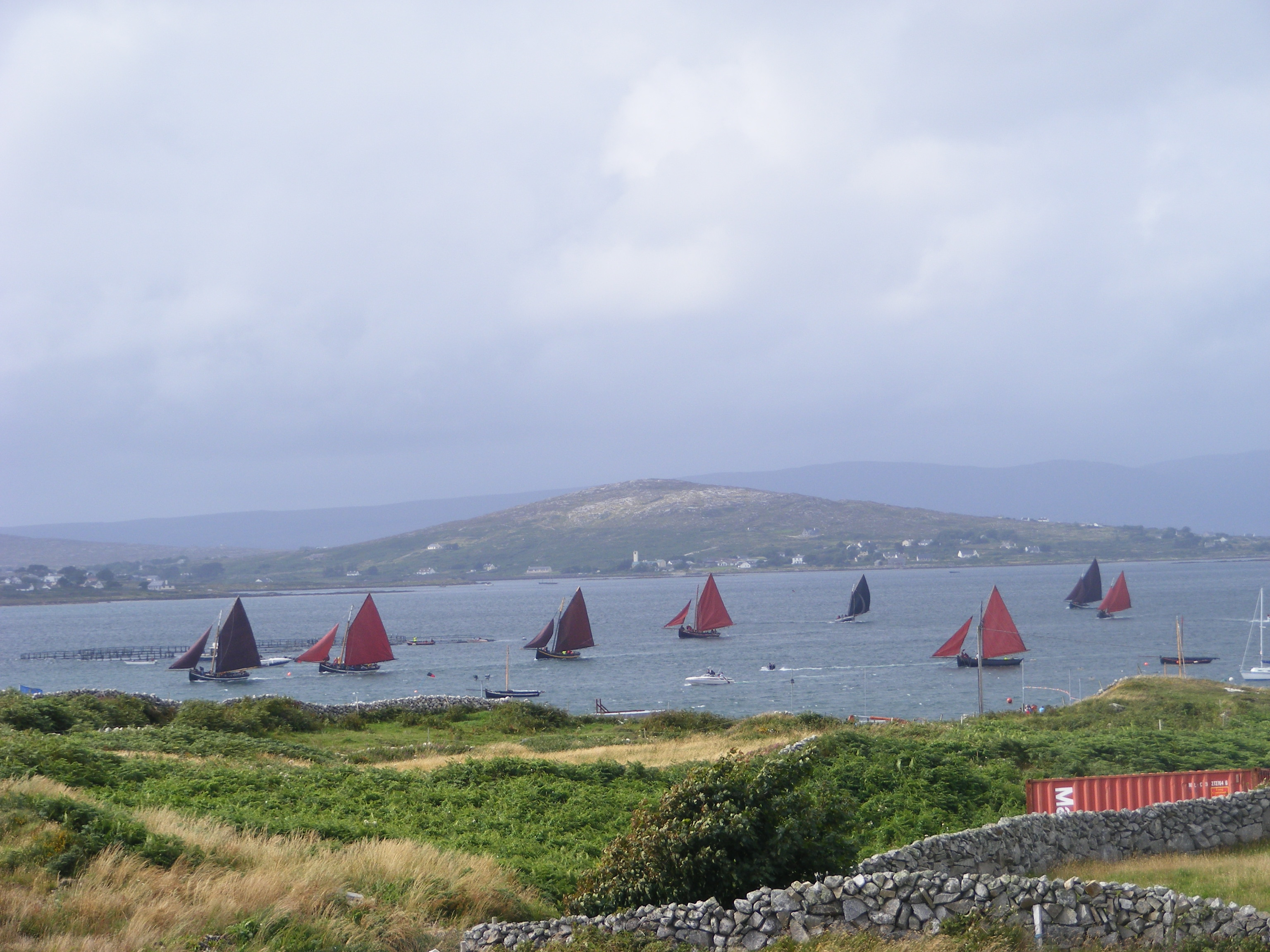
Course de Galway hookers à Calagh Thadgh.

### Restauration et nouvelles constructions
Les hooker ont rapidement perdu leur rentabilité au cours du XXe siècle, toutefois, des bateaux sont restaurés à partir de 1976 (comme le Morning Star) pour les courses locales à Carna. De nouveaux bateaux ont été mis en service et construits, par exemple en 1996, 8 nouveaux bateaux rejoigne la flotte existante de 23 hookers, permettant également de transmettre les techniques de constructions.

### Festival maritime
Le festival de Cruinniú na mBád a lieu chaque année depuis 1979, lorsque des bateaux traversent la baie de Galway du Connemara à Kinvara sur la frontière du comté de Galway et Clare en Irlande. Ce festival retrace l'histoire de l'ancienne route de la tourbe du Connemara.

## Représentation de hookers

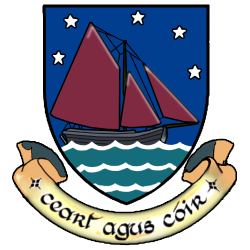
Hooker représenté sur les armoiries du comté de Galway

- Le comté de Galway a un hooker sur son blason.
- Le système d'exploitation Solus a un hooker Galway comme logo.